# Piui-de-topete
Piuí-fuliginoso ou piuí-de-topete (Contopus fumigatus) é uma espécie de ave da família Tyrannidae.
Pode ser encontrada nos seguintes países: Argentina, Bolívia, Brasil, Colômbia, Equador, Guiana, Peru e Venezuela.
Os seus habitats naturais são: florestas secas tropicais ou subtropicais, regiões subtropicais ou tropicais húmidas de alta altitude e florestas secundárias altamente degradadas.